# Elke König (Ökonomin)

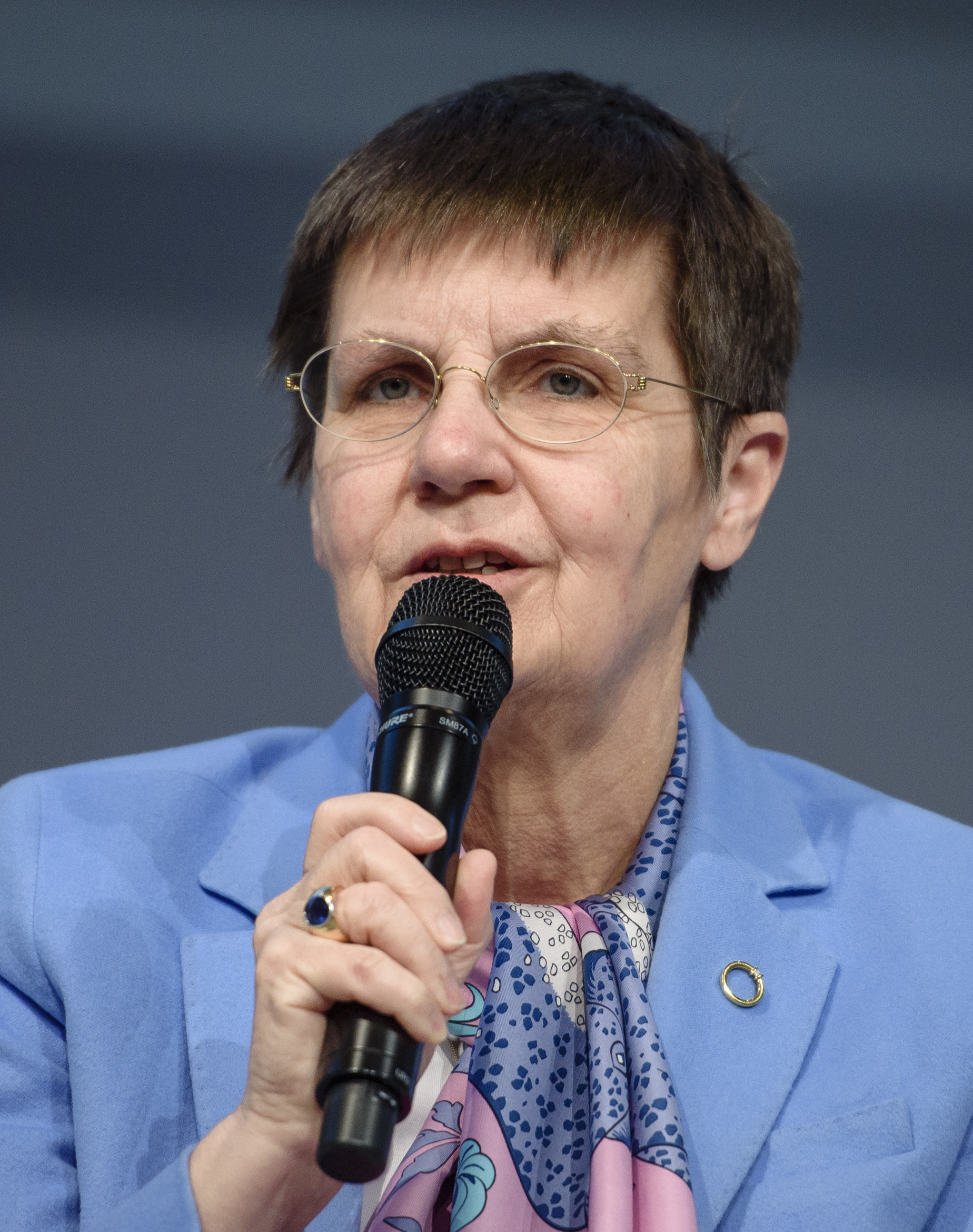
Elke König (2017)

Elke König (* 28. Januar 1954) war von 2014 bis 2022 Leiterin der europäischen Abwicklungbehörde für notleidende Banken (SRB) der Europäischen Bankenunion in Brüssel.

## Leben
Elke König ist im Rheinland in der Nähe von Köln geboren. Sie studierte von 1972 bis 1976 Betriebswirtschaftslehre an der Universität zu Köln, wo sie auch von 1976 bis 1980 ein Promotionsstudium zum Dr. rer. pol. anschloss. Nach ihrem Studium arbeitete sie bei der KPMG Deutsche Treuhandgesellschaft in Köln. Dort erhielt sie 1986 Prokura und stieg 1988 zur Direktorin und Partnerin auf.
1990 wechselte König zur Münchener Rück. Dort leitete sie bis 2002 als Direktionsmitglied die Bereiche Rechnungswesen und Controlling. Von 2002 bis 2009 war König im Finanzvorstand der Hannover Rückversicherung AG und der E+S Rückversicherung AG in Hannover, von 2002 bis 2010 auch Beiratsmitglied bei der Hannover Finanz GmbH und ab 2006 Vorsitzende dieses Beirats, sowie Mitglied im Aufsichtsrat der Deutschen Hypothekenbank. 2010 ging Elke König für ein Jahr zur in London ansässigen International Accounting Standards Board (IASB).
Im Januar 2012 trat König die Nachfolge von Jochen Sanio als Präsidentin der Bundesanstalt für Finanzdienstleistungsaufsicht (BaFin) in Bonn an. Die förmliche Amtsübergabe fand am 24. Januar 2012 in Frankfurt am Main statt. Ihr Nachfolger dort wurde 2015 Felix Hufeld.
Im Dezember 2014 wurde sie zur ersten Exekutivdirektorin der neu gegründeten einheitlichen Abwicklungbehörde (SRB) des einheitlichen europäischen Bankenabwicklungsmechanismus in Brüssel ernannt. Im November 2017 wurde sie für eine zweite Amtszeit vorgeschlagen. Nach deren Ablauf trat der Franzose Dominique Laboureix zu Jahresbeginn 2023 ihre Nachfolge an. Im selben Jahr wurde sie mit dem Bundesverdienstkreuz 1. Klasse ausgezeichnet.

## Veröffentlichungen
- Zielorientierte externe Rechnungslegung für die öffentlich-rechtlichen Rundfunkanstalten in der Bundesrepublik Deutschland: Überlegungen zu einer an den Informationsinteressen der Rundfunkteilnehmer ausgerichteten externen Rechnungslegung. Schriftenreihe des Instituts für Rundfunkrecht an der Universität zu Köln, Bd. 35; zugleich Dissertation Univ. Köln 1981. C.H. Beck, München 1983, ISBN 3-406-09335-3.